# Pseuderannis
Pseuderannis là một chi bướm đêm thuộc họ Geometridae.